# Standard ML of New Jersey
Standard ML of New Jersey (ou SML/NJ) est un compilateur et un environnement de développement pour Standard ML.
Il fut à l'origine développé conjointement par les laboratoires Bell et l'université de Princeton.

## Fonctionnalités
SML/NJ intègre un certain nombre de nouvelles fonctionnalités par rapport à Standard ML, dont voici une liste non exhaustive :
- un accès à certaines fonctions internes du compilateur,
- des pointeurs faibles,
- des suspensions paresseuses, permettant l'utilisation d'une évaluation paresseuse,
- des continuations de premier ordre,
- un accès à certaines information du moteur d'exécution.